# Joseph Vissers
Joseph Vissers est un boxeur belge né le 28 novembre 1928 à Geel et mort le 18 avril 2006 à Turnhout.

## Carrière
Sa carrière amateur est principalement marquée par une médaille d'argent remportée aux Jeux olympiques d'été de 1948 à Londres dans la catégorie des poids légers.

### Jeux olympiques
Médaille de bronze en -62 kg aux Jeux de 1948 à Londres